# Deutscher Filmpreis de la meilleure réalisation

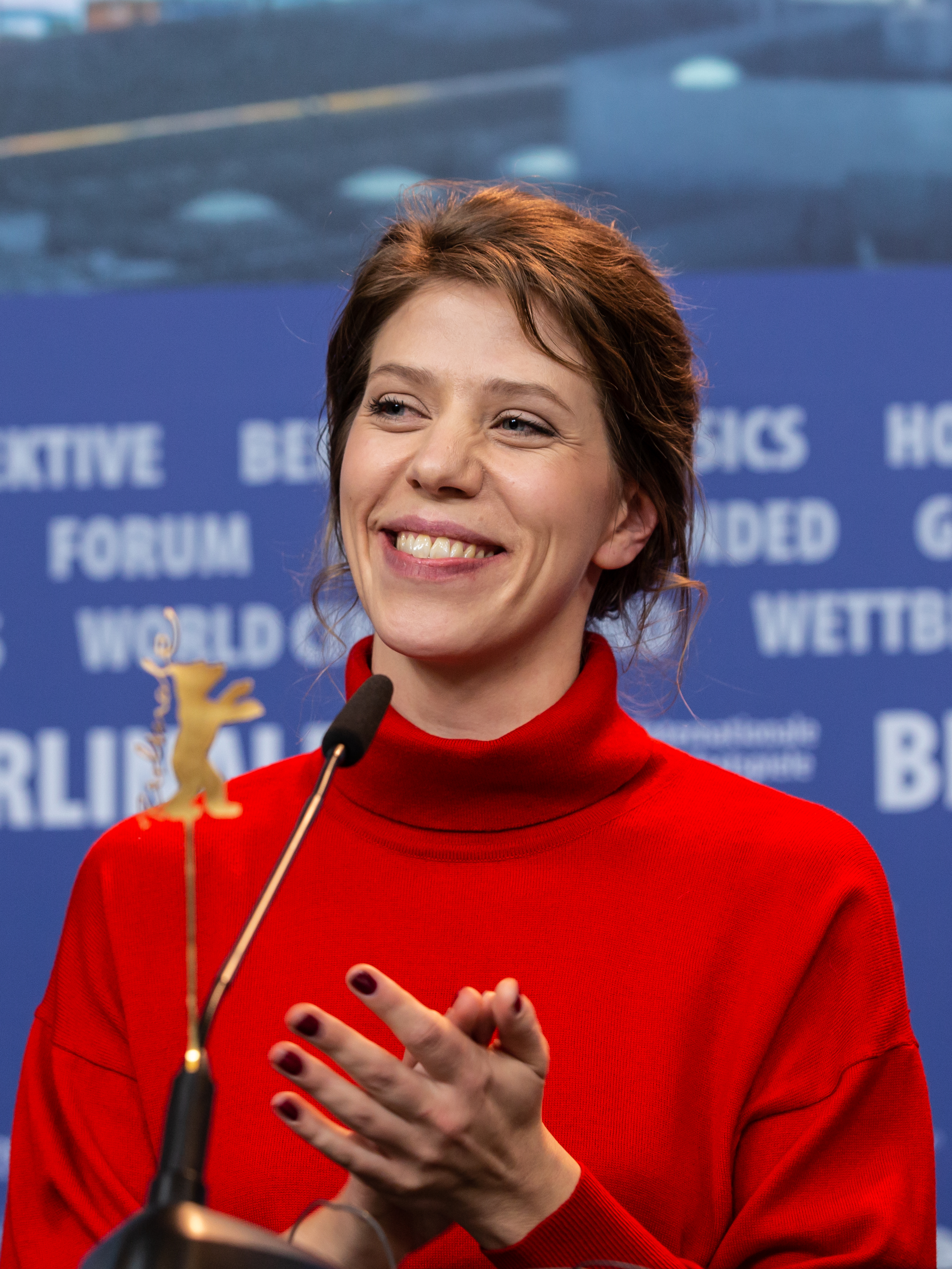
Nora Fingscheidt, 2019.

Le Deutscher Filmpreis de la meilleure réalisation (Beste Regie) est la catégorie du Deutscher Filmpreis qui récompense depuis 1951 la meilleure réalisation.

## Lauréats (jusqu'en 1994)
| Année | Lauréat                                     | Titre                                                                                 |
| 1951  | Josef von Báky                              | Petite Maman (Das doppelte Lottchen)                                                  |
| 1952  | Prix non attribué                           | Prix non attribué                                                                     |
| 1953  | Rudolf Jugert                               | Les Amants tourmentés (Nachts auf den Straßen)                                        |
| 1954  | Helmut Käutner                              | Le Dernier Pont (Die letzte Brücke)                                                   |
| 1955  | Alfred Weidenmann                           | L'Amiral Canaris (Canaris)                                                            |
| 1956  | Prix non attribué                           | Prix non attribué                                                                     |
| 1957  | Helmut Käutner                              | Le Capitaine de Köpenick (Der Hauptmann von Köpenick)                                 |
| 1958  | Robert Siodmak                              | La Nuit quand le diable venait (Nachts, wenn der Teufel kam)                          |
| 1959  | Frank Wisbar                                | Chiens, à vous de crever ! (Hunde, wollt ihr ewig leben)                              |
| 1960  | Bernhard Wicki                              | Le Pont (Die Brücke)                                                                  |
| 1961  | Peter Gorski (en)                           | Faust                                                                                 |
| 1962  | Prix non attribué                           | Prix non attribué                                                                     |
| 1963  | Hugo Niebeling (de)                         | Alvorada – Aufbruch in Brasilien                                                      |
| 1964  | Gert Abelbeck                               | Nisshin Geppo – Großes Sportland Japan                                                |
| 1965  | Kurt Hoffmann                               | Das Haus in der Karpfengasse                                                          |
| 1966  | Ulrich Schamoni                             | Es                                                                                    |
| 1966  | Volker Schlöndorff                          | Les Désarrois de l'élève Törless (Der junge Törless)                                  |
| 1967  | Alexander Kluge                             | Anita G. (Abschied von gestern)                                                       |
| 1968  | Johannes Schaaf                             | Tatouage                                                                              |
| 1969  | Peter Zadek                                 | Ich bin ein Elefant, Madame (de)                                                      |
| 1970  | Prix non attribué                           | Prix non attribué                                                                     |
| 1971  | Michael Fengler et Rainer Werner Fassbinder | Pourquoi monsieur R. est-il atteint de folie meurtrière ? (Warum läuft Herr R. Amok?) |
| 1971  | Volker Schlöndorff                          | Der plötzliche Reichtum der armen Leute von Kombach (de)                              |
| 1972  | Johannes Schaaf                             | Trotta                                                                                |
| 1972  | Bernhard Wicki                              | Das falsche Gewicht                                                                   |
| 1973  | Prix non attribué                           | Prix non attribué                                                                     |
| 1974  | Roland Klick                                | Supermarkt                                                                            |
| 1975  | Wim Wenders                                 | Faux Mouvement (Falsche Bewegung)                                                     |
| 1976  | Prix non attribué                           | Prix non attribué                                                                     |
| 1977  | Volker Schlöndorff                          | Der Fangschuß                                                                         |
| 1977  | Hans Christof Stenzel (de)                  | C'est la vie Rose                                                                     |
| 1978  | Rainer Werner Fassbinder                    | Despair (Despair – Eine Reise ins Licht)                                              |
| 1978  | Wim Wenders                                 | L'Ami américain (Der amerikanische Freund)                                            |
| 1979  | Werner Schroeter                            | Neapolitanische Geschichten                                                           |
| 1980  | Heidi Genée                                 | 1+1 = 3                                                                               |
| 1981  | Walter Bockmayer et Rolf Bührmann           | Looping (de)                                                                          |
| 1982  | Werner Schroeter                            | Le Jour des idiots (Tag der Idioten)                                                  |
| 1983  | Peter Lilienthal                            | Dear Mr. Wonderful                                                                    |
| 1983  | Lutz Konermann                              | Aufdermauer                                                                           |
| 1984  | Josef Rusnak                                | Kaltes Fieber                                                                         |
| 1984  | Uwe Schrader                                | Kanakerbraut (de)                                                                     |
| 1985  | Maria Knilli                                | Lieber Karl                                                                           |
| 1985  | Bernhard Wicki                              | Die Grünstein-Variante (La Variante Grünstein)                                        |
| 1986  | Prix non attribué                           | Prix non attribué                                                                     |
| 1987  | Peter Lilienthal                            | Das Schweigen des Dichters                                                            |
| 1987  | Verena Rudolph                              | Francesca                                                                             |
| 1988  | Dominik Graf                                | L'Année du chat (Die Katze)                                                           |
| 1989  | Prix non attribué                           | Prix non attribué                                                                     |
| 1990  | Uli Edel                                    | Dernière Sortie pour Brooklyn (Letzte Ausfahrt Brooklyn)                              |
| 1990  | Bernhard Wicki                              | La Toile d'araignée (Das Spinnennetz)                                                 |
| 1991  | Werner Schroeter                            | Malina                                                                                |
| 1992  | Helmut Dietl                                | Schtonk !                                                                             |
| 1993  | Adolf Winkelmann                            | Nordkurve                                                                             |
| 1994  | Peter Sehr                                  | Kaspar Hauser                                                                         |

## Lauréats et nommés à partir de 1995
- 1995[4] : Sönke Wortmann pour Les Nouveaux Mecs (Der bewegte Mann)
  - Doris Dörrie pour Keiner liebt mich
  - Dominik Graf pour Die Sieger (Les Invincibles)

- 1996[5] : Romuald Karmakar pour L'Homme de la mort (Der Totmacher)
  - Rainer Kaufmann pour Stadtgespräch
  - Dani Levy pour Stille Nacht – Ein Fest der Liebe

- 1997 : Helmut Dietl pour Rossini (Rossini – oder die mörderische Frage, wer mit wem schlief)
  - Caroline Link pour Au-delà du silence (Jenseits der Stille)
  - Roland Suso Richter pour 14 Tage lebenslänglich

- 1998 : Wim Wenders pour The End of Violence
  - Tom Tykwer pour Winterschläfer
  - Joseph Vilsmaier pour Comedian Harmonists

- 1999 : Tom Tykwer pour Cours, Lola, cours (Lola rennt)
  - Fatih Akın pour L'Engrenage (Kurz und schmerzlos)
  - Andreas Dresen pour Nachtgestalten

### Années 2000
- 2000 : Pepe Danquart pour Heimspiel
  - Veit Helmer pour Tuvalu
  - Wim Wenders pour The Million Dollar Hotel

- 2001 : Esther Gronenborn pour alaska.de
  - Christian Petzold pour Contrôle d'identité (Die innere Sicherheit)
  - Tom Tykwer pour La Princesse et le Guerrier (Der Krieger und die Kaiserin)

- 2002 : Caroline Link pour Nowhere in Africa (Nirgendwo in Afrika) 
  - Andreas Dresen pour Grill Point (Halbe Treppe)
  - Dominik Graf pour La Falaise (Der Felsen)

- 2003 : Wolfgang Becker pour Good Bye, Lenin!
  - Hans-Christian Schmid pour Au loin, les lumières (Lichter)
  - Tomy Wigand pour Das fliegende Klassenzimmer (de).

- 2004 : Fatih Akın pour Head-On (Gegen die Wand)
  - Christian Petzold pour Wolfsburg
  - Sönke Wortmann pour Das Wunder von Bern

- 2005 : Dani Levy pour Monsieur Zucker joue son va-tout (Alles auf Zucker!)
  - Hans Weingartner pour  The Edukators (Die fetten Jahre sind vorbei)
  - Volker Schlöndorff pour Der neunte Tag

- 2006 : Florian Henckel von Donnersmarck pour La Vie des autres (Das Leben der Anderen)
  - Andreas Dresen pour Sommer vorm Balkon
  - Hans-Christian Schmid pour Requiem

- 2007 : Marcus H. Rosenmüller pour Le Péché selon Sébastien (Wer früher stirbt ist länger tot)
  - Matthias Glasner pour Le Libre Arbitre (Der freie Wille)
  - Chris Kraus pour Quatre Minutes (Vier Minuten)
  - Tom Tykwer pour Le Parfum (Das Parfum – Die Geschichte eines Mörders)

- 2008 : Fatih Akın pour De l'autre côté (Auf der anderen Seite)
  - Doris Dörrie pour Cherry Blossoms, un rêve japonais (Kirschblüten – Hanami)
  - Christian Petzold pour Yella

- 2009 : Andreas Dresen pour Septième Ciel (Wolke 9)
  - Uli Edel pour La Bande à Baader (Der Baader Meinhof Komplex)
  - Florian Gallenberger pour John Rabe, le juste de Nankin (John Rabe)
  - Christian Petzold pour Jerichow (en)

### Années 2010
- 2010 : Michael Haneke pour Le Ruban blanc (Das weiße Band)
  - Maren Ade pour Everyone Else (Alle anderen)
  - Feo Aladag pour L'Étrangère (Die Fremde)
  - Hans-Christian Schmid pour La Révélation (Sturm)

- 2011 : Tom Tykwer pour Trois (Drei)
  - Florian Cossen pour Das Lied in mir (de)
  - Wim Wenders pour Pina

- 2012 : Andreas Dresen pour Pour lui (Halt auf freier Strecke)
  - Christian Petzold pour Barbara
  - Hans Weingartner pour Une cabane au fond des bois (Die Summe meiner einzelnen Teile)

- 2013 : Jan-Ole Gerster pour Oh Boy
  - Margarethe von Trotta pour Hannah Arendt
  - Lana Wachowski, Andy Wachowski et Tom Tykwer pour Cloud Atlas

- 2014 : Edgar Reitz pour Heimat : Chronique d'un rêve (Die andere Heimat: Chronik einer Sehnsucht)
  - Katrin Gebbe pour Aux mains des hommes (Tore tanzt)
  - Andreas Prochaska pour The Dark Valley (Das finstere Tal)

- 2015 : Sebastian Schipper pour Victoria
  - Edward Berger pour Jack
  - Dominik Graf pour Les Sœurs bien-aimées (Die geliebten Schwestern)
  - Johannes Naber pour Le Temps des cannibales (Zeit der Kannibalen)

- 2016 : Lars Kraume pour Fritz Bauer, un héros allemand (Der Staat gegen Fritz Bauer)
  - Maria Schrader pour Stefan Zweig, adieu l'Europe (Vor der Morgenröte)
  - David Wnendt pour Il est de retour (Er ist wieder da)

- 2017 : Maren Ade pour Toni Erdmann
  - Anne Zohra Berrached pour 24 Wochen
  - Chris Kraus pour Les Fleurs fanées (Die Blumen von gestern)
  - Nicolette Krebitz pour Sauvage (Wild)

- 2018 : Emily Atef pour Trois Jours à Quiberon (3 Tage in Quiberon)
  - Fatih Akın pour In the Fade (Aus dem Nichts)
  - Valeska Grisebach pour Western

- 2019 : Andreas Dresen pour Gundermann
  - Wolfgang Fischer pour Styx
  - Caroline Link pour Der Junge muss an die frische Luft

### Années 2020
- 2020 : Nora Fingscheidt pour Benni (Systemsprenger)
  - Ilker Çatak pour Es gilt das gesprochene Wort
  - Burhan Qurbani pour Berlin Alexanderplatz

## Récompenses multiples
Bernhard Wicki a remporté le prix à quatre reprises. Volker Schlöndorff, Werner Schroeter et Wim Wenders ont été couronnés de succès à trois reprises, suivis de Fatih Akın, Helmut Dietl, Andreas Dresen, Rainer Werner Fassbinder, Helmut Käutner, Peter Lilienthal, Johannes Schaaf et Tom Tykwer avec deux victoires chacune.